# Parco di Pinocchio

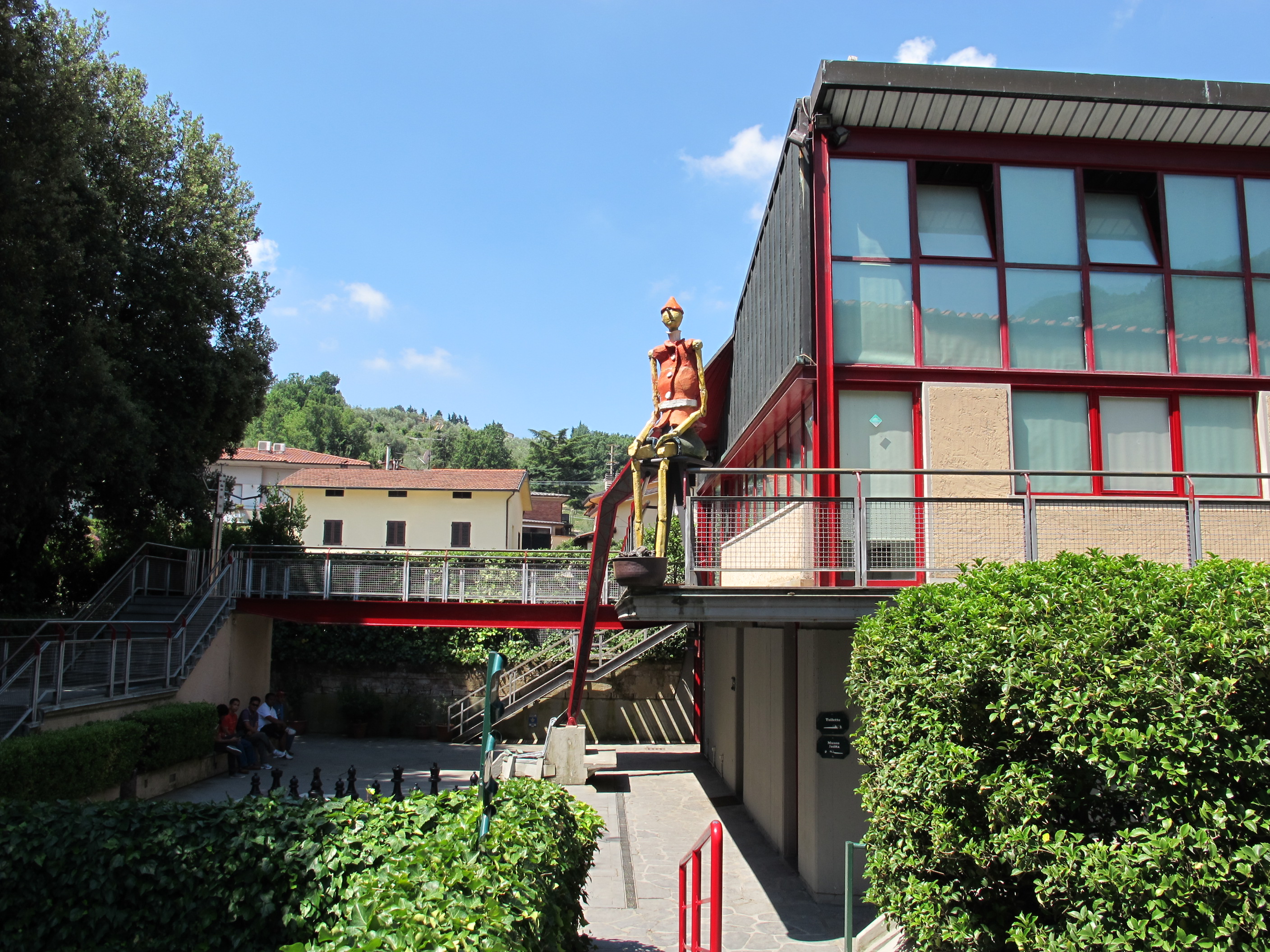
Ingresso

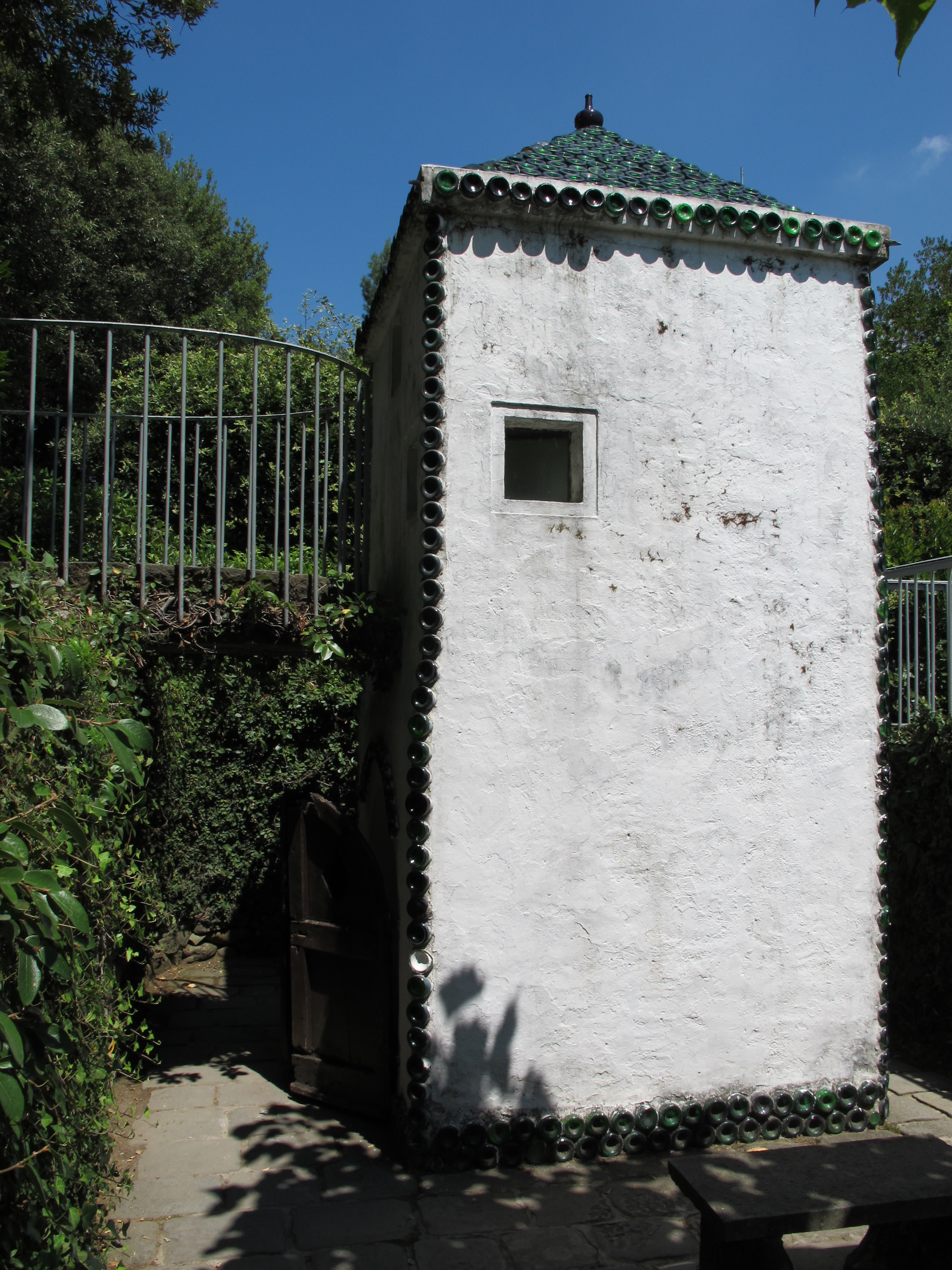
La casa della Fata Turchina

Il Parco di Pinocchio è un parco ispirato alla celebre fiaba Le avventure di Pinocchio di Carlo Collodi, situato a Collodi, frazione del comune di Pescia (PT).
Collodi è il paese dove Carlo Lorenzini, l'autore delle Avventure di Pinocchio, trascorse la fanciullezza e da cui in seguito trasse il suo pseudonimo: Collodi.
Il Parco di Pinocchio è gestito dalla Fondazione nazionale Carlo Collodi, che ne è anche la proprietaria.

## Storia
Nel 1953, per il settantesimo anniversario della pubblicazione del romanzo di Pinocchio, su iniziativa del prof. Rolando Anzilotti (allora sindaco di Pescia), venne indetto un concorso nazionale per la realizzazione di un monumento del burattino. Il concorso prevedeva l'abbinamento di architetti e scultori. Tra i 165 progetti, esaminati da una commissione composta dal pittore Gentilini, dagli scultori Griselli e Manzù, dallo storico dell'arte Enzo Carli e dall'architetto Giovanni Michelucci, risultarono vincitori ex aequo il gruppo statuario Pinocchio e la Fatina di Emilio Greco e la piazzetta dei mosaici, progettata dagli Architetti Renato Baldi e Lionello De Luigi e realizzata dallo scultore Venturino Venturi.
Nel 1956, utilizzando contributi statali e comunali nonché i proventi di una sottoscrizione nazionale fra gli alunni delle scuole inferiori, fu realizzato quindi un parco commemorativo di carattere tradizionale costituito da un boschetto di lecci che avvolge una piazza lastricata e delimitata da muretti sagomati. I muretti vennero decorati a mosaico, con scene dalla storia di Pinocchio, dall'artista Venturino Venturi, ed anche la pavimentazione, dallo stesso realizzata, riproduce, vista dall'alto, un'opera astratta. La sagomatura dei muretti perimetrali doveva dialogare con le siepi di bosso similmente sagomate che delimitano il parco settecentesco della limitrofa Villa Garzoni; in uno spazio tutto suo, vicino all'ingresso, venne invece collocata la scultura in bronzo di Emilio Greco.
Intanto nel 1956 si era costituita la società Sviluppo turistico di Collodi S.r.l. (poi trasformata in S.p.a.), mentre nel 1962 venne riconosciuta ufficialmente la Fondazione Nazionale Carlo Collodi (nata dall'omonimo comitato costituito nel 1954).
Con il passare degli anni il parco si è arricchito di nuove realizzazioni. Nel 1963 fu inaugurata l'Osteria del Gambero Rosso, opera dell'architetto Giovanni Michelucci. In progetto c'era anche un museo-biblioteca, ove raccogliere le varie edizioni del Pinocchio e le pubblicazioni tematicamente affini (mai realizzato secondo i piani originari) del quale si conservano però alcuni disegni schematici del 1959 di Anne Marie Mahieu De Luigi.
La Società Sviluppo Turistico Collodi assunse la committenza dell'Osteria e la finanziò attraverso crediti agevolati per il settore turistico-alberghiero (inizialmente Anzilotti contava su donazioni di privati, poi non attuate), inoltre incaricò Pietro Consagra e l'architetto Marco Zanuso, secondi classificati al concorso del 1953, di progettare l'ampliamento del parco su un'area contigua (il Paese dei Balocchi), con un percorso scandito da sculture e piccole costruzioni simboliche (come la Balena). Vi vennero installate ventuno sculture in bronzo di Pietro Consagra, che rappresentano i personaggi, le situazioni e gli ambienti della fiaba.
Per la sistemazione a verde venne chiesta la collaborazione di Pietro Porcinai, che progettò fitte siepi di sempreverdi e, in prossimità delle sculture, piante perenni e annuali i cui colori di fioritura rimandassero simbolicamente all'episodio rappresentato, come ad esempio l'aiuola di fiori bianchi e azzurri che circonda la statua della bambina dai capelli turchini. Questa seconda fase del parco viene attuata lentamente per carenza di finanziamenti e inaugurata solo nel 1972.
Nel 1986 fu aggiunto il Laboratorio delle Parole e delle Figure (poi rinominato Laboratorio del Fare e del Dire), da uno schizzo dell'architetto Giovanni Michelucci, spazio dove vengono realizzate mostre sull'illustrazione per l'infanzia e laboratori didattici.

## Descrizione
Il parco è concepito come parco tematico per l'educazione dell'infanzia, non è il consueto parco di divertimenti, ma piuttosto un luogo in cui si ha la sensazione di ripercorrere una fiaba vivente all'interno di un percorso scandito da connubio tra arte e natura.
Vicino all'ingresso si incontra la scultura di Emilio Greco di Pinocchio e la Fata, presso un'aiuola sistemata a disegnare l'effigie del celebre burattino. Segue una zona con un teatrino e un ristoro. La Piazzetta dei mosaici conserva i mosaici di Venturino Venturi. Segue il "Villaggio di Pinocchio" e le varie sculture, realizzate da Pietro Consagra (il Carabiniere, il Gatto e la Volpe e il Serpente), Marco Zanuso e Augusto (Bobo) Piccoli (il Grande Pescecane).